# سیورک
سیورک (به کردی: Sêwrege، شهری در استان شانلی‌اورفه کشور ترکیه است. جمعیت این شهر بر اساس سرشماری سال ۲۰۰۸ میلادی ۱۰۵٬۴۷۵ نفر و بر اساس برآوردهای سال ۲۰۰۹ میلادی ۱۰۲٬۸۵۶ نفر می‌باشد. مردم این شهر از به زبان کردی گویش زازاکی تکلم می‌کنند.